# Xã Rountree, Quận Montgomery, Illinois
Xã Rountree (tiếng Anh: Rountree Township) là một xã thuộc quận Montgomery, tiểu bang Illinois, Hoa Kỳ. Năm 2010, dân số của xã này là 240 người.